# Naloxona
La naloxona es un antagonista opioide (un antagonista de los receptores opioides), muy usado en el tratamiento de la intoxicación aguda por opiáceos.  

## Propiedades farmacológicas
Farmacología: la naloxona es el N-alil derivado de la oximorfona. Es, por lo menos, 10 a 20 veces más activo que la nalorfina. La naloxona es un antagonista puro de los opiáceos sin ninguna actividad agonista. Inhibe competitivamente los narcóticos en los sitios receptores mu, delta y kappa, y revierte y previene los efectos indeseables y/o colaterales de los morfínicos, incluyendo la depresión respiratoria, la sedación, la hipotensión arterial sistémica, la analgesia y el espasmo de vías biliares. La naloxona puede revertir el efecto psicomimético y disfórico de algunos opiáceos agonistas antagonistas como la pentazocina (10-15 mg de naloxona). La depresión respiratoria y de la conciencia causadas por sobredosis de captopril, clonidina, dextrometorfán, codeína, difenoxilato y dextropropoxifeno también pueden revertirse con naloxona. Se requieren dosis más altas de naloxona para antagonizar los efectos de depresión respiratoria por buprenorfina; la administración intravenosa de 1 mg de naloxona bloquea por completo los efectos de 25 mg de heroína. La naloxona puede revertir la hipotensión arterial sistémica e inestabilidad cardiovascular secundaria a endorfinas endógenas (potentes vasodilatadores) liberadas en pacientes en choque séptico y cardiogénico. La naloxona no produce depresión respiratoria, efectos psicomiméticos, o constricción pupilar. Las dosis subcutáneas de naloxona (hasta 12 mg) no tienen efectos perceptibles en el ser humano, y la de 24 mg produce somnolencia ligera. Produce síntomas de síndrome de abstinencia en pacientes morfino-dependientes. 
Farmacocinética: latencia: IV, 1-2 min; IM/SC, 2-5 min. Efecto máximo: IV/IM/SC, 5-15 min. Duración: IV/IM/SC, 1-4 hr. 
Interacción y Toxicidad: reversión de la analgesia producida por opiáceos; incremento de la actividad del sistema nervioso simpático, incluyendo taquicardia, hipertensión arterial sistémica, edema pulmonar y arritmias cardiacas; náusea y vómito relacionados con la rapidez de administración y la dosis. 
Lineamientos y Precauciones: úsese con precaución en pacientes cardiópatas o en quienes reciben medicamentos potencialmente cardiotóxicos. Administrar la naloxona siempre a dosis-respuesta, ya que una dosis excesiva de naloxona revierte el efecto analgésico de los opiáceos y provocando otros efectos colaterales indeseables (taquicardia, hipertensión arterial, arritmias cardiacas, edema agudo pulmonar, náusea, vómito, etc.). Los pacientes que han respondido satisfactoriamente a la naloxona deben ser cuidadosamente monitorizados pues la duración de acción de algunos opiáceos es mayor que la misma naloxona, pudiendo presentarse depresión respiratoria, apnea y muerte, a pesar de la reversión con naloxona. Deben administrarse las dosis repetidas necesarias para evitar esta depresión respiratoria tardía o "remorfinización". Si no se tiene acceso a una vía intravenosa la naloxona (diluida con sol. salina fisiológica 1:1) puede administrarse endotraquealmente. La absorción, duración y efectos farmacológicas de esta última vía son similares a la endovenosa. Se debe inyectar con cautela en aquellos pacientes con dependencia física crónica a opiáceos ya conocida, incluyendo a los recién nacidos de madres narcodependientes, ya que su administración provoca síndrome de privación de opiáceos. 
Efectos Indeseables: taquicardia, hipertensión o hipotensión arterial, arritmias cardiacas, aumento de la presión intracraneana, edema pulmonar, sudoración, midriasis, náusea y vómito, temblor corporal generalizado, convulsiones y la reversión de la analgesia antes mencionada. 
Eliminación: aunque se absorbe con facilidad por el tubo digestivo, la naloxona se metaboliza casi por completo en el hígado antes de llegar a la circulación general y, por tanto, debe administrarse por vía IV. Se metaboliza primordialmente por conjugación con ácido glucurónico; se producen otros metabolitos en cantidades muy pequeñas. 
Indicaciones: Reversión de los efectos sistémicos de los opiodes. 
Contraindicaciones: Hipersensibilidad. 
Dosis: adulto, 0.040 a 0.400 mg IV, ajustado cada 2-3 min; en pediatría, 1-10 mcg/kg IV cada 2-3 min (hasta 400 mcg). Inicio: rápido. 
Duración: dosis dependiente; 20-60 min. 
Comentarios: puede causar reversión de la analgesia, hipertensión arterial, disritmias, edema pulmonar (raro), delirio o síndrome de abstinencia (en adictos a los opiáceos). Puede ocurrir remorfinización debido a que el antagonismo tiene una duración corta. Precaución en la insuficiencia hepática. 